# Tullyallen
Tullyallen är en ort i republiken Irland.   Den ligger i grevskapet Lú och provinsen Leinster, i den nordöstra delen av landet, 50 km norr om huvudstaden Dublin. Tullyallen ligger 65 meter över havet och antalet invånare är 1 358.
Terrängen runt Tullyallen är platt. Runt Tullyallen är det ganska tätbefolkat, med 60 invånare per kvadratkilometer. Närmaste större samhälle är Drogheda, 5,3 km öster om Tullyallen. Trakten runt Tullyallen består till största delen av jordbruksmark.